# Кууджуак
Кууджуак (до 1979 року Форт-Шімо, англ. Kuujjuaq, інук. ᑰᔾᔪᐊᖅ (вимовляється приблизно як «куйуак» або «куййуак»), фр. Kuujjuaq) — село у Канаді, адміністративний центр району Нунавік регіону Північ Квебеку провінції Квебек. Населення села становить 2375 людини (перепис 2011 року), близько 77,6 % якого складають ескімоси.
Село є одним з 14 так званих північних сіл (офіційний статус) Квебеку.

## Географія
Село розташоване біля основи півострова Унгава на лівому березі річки Коаксак, приблизно за 50 км від місця впадіння її у затоку Унгава.
Територія села 272,92 км² (за іншими даними 385,70 км²), однак заселена частина села становить лише приблизно 2 км². Навколо села, як і навколо інших ескімоських сіл Нунавіку, розташована резервна територія інуітів (офіційне поняття). Ця територія призначена для використання виключно ескімосами, її площа дорівнює 320,80 км² (за іншими даними 355,20 км²), її географічний код — 99893. Кордони резервних територій встановлено 2 травня 1995 року.

### Клімат
Село знаходиться у зоні, котра характеризується континентальним субарктичним кліматом. Найтепліший місяць — липень із середньою температурою 11.8 °C (53.2 °F). Найхолодніший місяць — січень, із середньою температурою -24.7 °С (-12.5 °F).
| Клімат Кууджуака        | Клімат Кууджуака | Клімат Кууджуака | Клімат Кууджуака | Клімат Кууджуака | Клімат Кууджуака | Клімат Кууджуака | Клімат Кууджуака | Клімат Кууджуака | Клімат Кууджуака | Клімат Кууджуака | Клімат Кууджуака | Клімат Кууджуака | Клімат Кууджуака |
| Показник                | Січ.             | Лют.             | Бер.             | Квіт.            | Трав.            | Черв.            | Лип.             | Серп.            | Вер.             | Жовт.            | Лист.            | Груд.            | Рік              |
| Абсолютний максимум, °C | 5,6              | 7,8              | 12,1             | 14,7             | 31,1             | 33,1             | 32,2             | 30,3             | 28,3             | 18,3             | 10,2             | 8,3              | 33,1             |
| Середній максимум, °C   | −20,1            | −19,1            | −12,4            | −3,5             | 5                | 12,7             | 17,4             | 16               | 10,1             | 2,8              | −4,7             | −14,1            | −0,8             |
| Середня температура, °C | −24,7            | −24,1            | −17,9            | −8,7             | 0,7              | 7,5              | 11,8             | 11               | 6,4              | 0                | −8,2             | −18,3            | −5,4             |
| Середній мінімум, °C    | −29,3            | −29,1            | −23,3            | −13,8            | −3,6             | 2,3              | 6,1              | 5,9              | 2,6              | −2,9             | −11,6            | −22,5            | −9,9             |
| Абсолютний мінімум, °C  | −49,8            | −43,9            | −43,9            | −34,1            | −24,7            | −8,3             | −1,6             | −1,7             | −7,8             | −20              | −31,1            | −43,9            | −49,8            |
| Норма опадів, мм        | 31.7             | 28.9             | 31.8             | 27.3             | 29               | 49.6             | 59.6             | 71.4             | 73.8             | 54.6             | 47.8             | 36.2             | 541.6            |
| Днів з опадами          | 15,4             | 13,3             | 14,5             | 12,1             | 12,9             | 13,6             | 14,3             | 17,4             | 17,4             | 18,7             | 17,3             | 15,6             | 182,4            |
| Днів з дощем            | 0,1              | 0,4              | 0,6              | 2,1              | 6,4              | 12,5             | 14,7             | 18               | 17,7             | 8,9              | 2                | 0,6              | 83,9             |
| Днів зі снігом          | 15,6             | 13,2             | 14,5             | 11,2             | 8,3              | 3,2              | 0,1              | 0,2              | 2,9              | 13,8             | 16,7             | 15,6             | 115,4            |
| Вологість повітря, %    | 69               | 68               | 70               | 73               | 77               | 73               | 75               | 79               | 82               | 82               | 78               | 72               | 75               |
| ----------------------- | ---------------- | ---------------- | ---------------- | ---------------- | ---------------- | ---------------- | ---------------- | ---------------- | ---------------- | ---------------- | ---------------- | ---------------- | ---------------- |
| Джерело: Weatherbase    |                  |                  |                  |                  |                  |                  |                  |                  |                  |                  |                  |                  |                  |

## Назва
З 1832 року село називалося Форт-Шімо (Fort Chimo). «Шімо» це перероблена вимова ескімоського слова saimuuq, що означає «Потиснимо руки!» Перших торговців хутром запрошували ескімоси цією фразою й урешті-решт зробили її назвою факторії. За іншою версією назва села походила від ескімоського слова saimo «привіт!» чи «бувай!» Англійською мовою Fort Chimo вимовляється «фот чаймо». Сучасна назва села Кууджак офіційно затверджена 26 лютого 1979 року. Назва села Кууджак є сучасною формою запису назви річки Коксоак (Koksoak River) і у перекладі з ескімоської мови означає «велика ріка».

## Історія

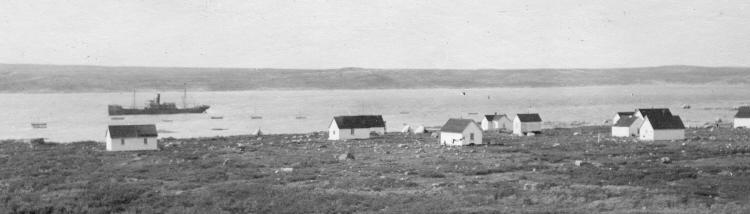
Форт-Шімо (Кууджуак) у 1909 році. Фото з Музею канадської історії Маккорда (Монреаль)

Першими європейцями, що мали контакт з місцевими ескімосами, були місіонери Моравської церкви (Unitas Fratrum «Союз братів»). 25 серпня 1811 року, після подорожі вздовж берега Лабрадору в затоці Унгава брат Беньямін Кольмайстер (Benjamin Kohlmeister) і брат Георг Кмох (George Kmoch) потрапили на ескімоський табір на східному березі річки Коксоак, який був кількома кілометрами нижче за течією річки від місця сучасного села. Їхньою метою було обернення ескімосів на християнство.
1830 року Компанія Гудзонової затоки розпочала свій хутряний бізнес у регіоні, відкривши пункт скуповування хутра у місцевих ескімосів приблизно за 5 км від місця розташування сучасного села. Пункт було закрито 1842 року й знову відкрито 1866 року.
Будівництво військової бази армії США Кристал 1 (Crystal 1) на місці сучасного села, сприяло розвиткові тут населеного пункту. Після закінчення Другої Світової війни, 1945 року США передали базу канадському уряду. 1948 року у селі почала діяти місія Католицької церкви, потім тут з'явилися фельдшерський пункт, школа, метеорологічна станція.

## Населення
Населення села Кууджуак за переписом 2011 року становить 2375 людини і для нього характерним є зростання у період від перепису 2001 року
- 2001 рік — 1932 особи[9]
- 2006 рік — 2132 особа[9]
- 2011 рік — 2375 осіб[2]

Дані про національний склад населення, рідну мову й використання мов у селі Кууджуак, отримані під час перепису 2011 року, були оприлюднені 24 жовтня 2012 року. Перепис 2006 року подає наступні дані:
- корінні жителі — 1655 осіб,
- некорінні — 460 осіб.

| Мова                                          | Рідна мова | Рідна мова | Володіння офіційною мовою | Володіння офіційною мовою | Мова, якою найчастіше розмовляють вдома | Мова, якою найчастіше розмовляють вдома | Мова, якою найчастіше розмовляють на роботі | Мова, якою найчастіше розмовляють на роботі |
| Мова                                          | 2006       | 2011       | 2006                      | 2011                      | 2006                                    | 2011                                    | 2006                                        | 2011                                        |
| Англійська                                    | 225        |            | 1185                      |                           | 490                                     |                                         | 655                                         |                                             |
| Французька                                    | 330        |            | 55                        |                           | 310                                     |                                         | 135                                         |                                             |
| Французька і англійська                       | 10         |            | 680                       |                           | 10                                      |                                         | 0                                           |                                             |
| Англійська і неофіційна мова                  | 0          |            | 0                         |                           | 35                                      |                                         | 20                                          |                                             |
| Французька і неофіційна мова                  | -          |            | -                         |                           | 10                                      |                                         | 0                                           |                                             |
| Французька, англійська і неофіційна мова      | 0          |            | 0                         |                           | 0                                       |                                         | 0                                           |                                             |
| Інша мова (мови)                              | 1560       |            | -                         |                           | 1265                                    |                                         | 430                                         |                                             |
| Не володіють ані англійською, ані французькою | -          | -          | 200                       |                           | -                                       | -                                       | -                                           | -                                           |

## Транспорт
У селі є аеропорт (англ. Kuujjuaq Airport), що має дві злітних смуги і є транспортним вузлом для місцевої авіації.

## Уродженці
- Шейла Ватт-Клутьє (* 1952) — громадський діяч, політик, письменниця, активістка і борець за права інуїтів та інших корінних народів.